# Kamersymfonie (Schreker)
De Kamersymfonie in één deel is een compositie van de Oostenrijkse componist Franz Schreker. Het is geschreven in de tijd dat de Eerste Wereldoorlog in volle gang was en zowel in het Westen als Oosten vele slachtoffers vielen.
Van al die ellende is in de compositie weinig te merken. Het is een laat-romantisch en haast impressionistisch werk, dat een tegenhanger vormt van de almaar theoretischer muziek van die jaren (bijvoorbeeld de twaalftoonstechniek). De stijl van de componist staat bekend als Klangfarben en zo luistert deze compositie dan ook; het is meer een symfonisch gedicht dat een echte symfonie. Het heeft wel wat weg van de muziek van Claude Debussy.
De compositie is geschreven voor de Weense Academie voor Muziek en Theaterkunst. Het is de enige poging geweest van de componist om een symfonie af te leveren. Er zijn twee versies; een voor 23 solo-instrumenten en een voor symfonieorkest. Soms wordt het ook wel aangeduid met Sinfonietta.

## Bron en discografie
- Uitgave ECM Records Nederlands Radio Kamer Orkest onder leiding van Peter Eötvös.